# Bethelkerk (Brunssum)
De Bethelkerk was een hervormd kerkgebouw in de wijk Rumpen in de gemeente Brunssum in de Nederlandse provincie Limburg. De kerk stond aan het uiteinde van de Heugerstraat aan de Prins Hendriklaan.
De kerk was genoemd naar Bethel.

## Geschiedenis
In 1919 werd er een noodkerk betrokken aan de Venweg.
In 1950 werd de gemeente zelfstandig met de afsplitsing van Heerlen.
In 1961-1962 werd de kerk gebouwd naar het ontwerp van architect Frans Dingemans uit Maastricht. Op 10 februari 1963 nam men afscheid van de oude kerk en trok men in de nieuwe kerk.
In 2000 werd de kerk gesloopt.

## Opbouw
Het bakstenen gebouw was een zaalkerk voorzien van een fronttoren. Het had een licht bolwelvend dak. Aan de voorzijde was er voor de ingang een hoog rechthoekige constructie waar men onderdoor ging.